# Corcovado
Corcovado (portugalska izgovorjava: [koʁkoˈvadu]), kar v portugalščini pomeni 'grbavec', je gora v osrednjem Riu de Janeiru v Braziliji. To je 710 metrov visok granitni vrh v narodnem parku Tijuca.
Hrib Corcovado leži zahodno od središča mesta, vendar je v celoti znotraj meja mesta in viden z velike razdalje. Po vsem svetu je znan po kipu Kristusa Odrešenika na vrhu.

## Dostop
Do vrha in kipa se lahko pride po ozki cesti, po 3,8 km dolgi zobati železniški progi Trem do Corcovado, ki je bila odprta leta 1884 in prenovljena leta 1980, ali po sprehajalni poti na južni strani gore, ki se začne od Parque Lage. Železnica uporablja tri vlake na električni pogon, katerih zmogljivost je 540 potnikov na uro. Vožnja z vlakom traja približno 20 minut in odpelje vsakih 20 minut. Zaradi omejene zmogljivosti potnikov lahko čakanje na vkrcanje na vstopni postaji traja več ur. Celoletni urnik je od 8.30 do 18.30.
Z železniške postaje in ceste se do razgledne ploščadi ob vznožju kipa pride po 223 stopnicah ali z dvigali in tekočih stopnicah. Med najbolj priljubljenimi celoletnimi turističnimi znamenitostmi v Riu de Janeiru so železnica Corcovado, dostopne ceste in ploščad s kipi običajno polne ljudi.

## Zanimivosti
Najbolj priljubljena atrakcija Corcovada je 38-metrski kip, ki prikazuje Jezusa, z naslovom Kristus Odrešenik (portugalsko Cristo Redentor, in razgledna ploščad na vrhu, ki pritegne več kot 300.000 obiskovalcev na leto. Kip je bil zgrajen od leta 1922 do 1931. S ploščadi vrha je panoramski pogled na središče Ria de Janeira, goro Sladkorna glava, laguno Rodrigo de Freitas, plaži Copacabana in Ipanema, stadion Maracana in več favel v Riu de Janeiru. Oblačnost je v Riu pogosta in pogled s ploščadi je pogosto zakrit. Za optimalen ogled so priporočljivi sončni dnevi.
Pomembni pretekli obiskovalci gorskega vrha so med drugim Charles Darwin, papež Pij XII., papež Janez Pavel II., Alberto Santos-Dumont, Albert Einstein, Diana, valižanska princesa in general Sherman. Dodatna zanimivost gore je plezanje. Južna stena je imela leta 1992 54 plezalnih smeri. Najlažja pot se začne pri Parque Lage.

## Geologija
Vrh Corcovada je velika granitna kupola, ki opisuje na splošno navpično skalnato formacijo. Trdi se, da je najvišja taka tvorba v Braziliji, druga najvišja je Pedra Agulha, ki je blizu mesta Pancas v Espírito Santo.